# Ulster Special Constabulary
L'Ulster Special Constabulary (USC, també coneguda, de vegades conegut com els B o B-Specials-Men, en català, Policia Especial de l'Ulster) era una força auxiliar de policia a Irlanda del Nord. Fundada el 1920, estava composta exclusivament per protestants. Els seus efectius aplegaven un total de 16.000 voluntaris, la majoria ex membres dels Ulster Volunteers (Voluntaris de l'Ulster). L'USC es va dissoldre el 1970 i va ser substituïda substituït pel Regiment de Defensa de l'Ulster, que depenia de l'exèrcit britànic.